# Lena Eklund
Lena Eklund, född 1 april 1973, är en svensk armborstskytt. Eklund tävlar i den medeltida klassen och tillhör Gotlands Armborstförening.

## Meriter
I svenska mästerskap:
- SM-guld 2008 (inomhus i lag med Rolf Hallin & Gustav Malmborg)
- SM-silver  2008 (inomhus), 2007 (utomhus)
- SM-brons 2008 (3D)
- Inofficiell Svensk mästare 2004

I ranking:
- Rankad som 3:a i Sverige 2007 och 2008 av www.armborst.se